# Michael Brecht (Neurobiologe)
Michael Brecht (* 1967 in Urach) ist ein deutscher Neurobiologe.
Brecht entwickelte Techniken in vivo whole cell bzw. deren Anwendung, welche die Identifikation und Analysen von Nervenzellen (Neuronen) und deren Aktivität am frei laufenden Tier ermöglichen.

## Leben
Brecht ist ein Sohn des evangelischen Theologen und Kirchenhistorikers Martin Brecht. 1986 machte er das Abitur am Schillergymnasium Münster. 1988 belegte Brecht ein Studium der Biochemie und Biologie in Tübingen. 1991/92 folgte ein Studienaufenthalt in San Diego. 1994 hatte er einen Forschungsaufenthalt am Keck Center for Integrative Neuroscience der University of California, San Francisco, USA. 1994 erstellte er eine Diplomarbeit an der Universität Tübingen.
1998 wurde er am Max-Planck-Institut für Hirnforschung Frankfurt promoviert. 2004 folgte die Habilitation über das Max-Planck-Institut für medizinische Forschung in Heidelberg. 2004 erhielt er eine Stelle als „Assistant Professor“ im Neuroscience-Department des Medical Centers, Erasmus-Universität Rotterdam, Niederlande. Seit 2006 ist er am Bernstein Center for Computational Neuroscience in Berlin und als Professor an der Humboldt-Universität zu Berlin tätig.

## Ehrungen
- 2008 Advanced Investigators Grant des ERC[2]
- 2012 Gottfried-Wilhelm-Leibniz-Preis der Deutschen Forschungsgemeinschaft[3]
- 2014 Wahl zum Mitglied der EMBO[4]

## Publikationen
- Zeitliche Kodierung im Colliculus Superior der Katze. Dissertation, Universität Tübingen. 1998